# Саксония (херцогство)
Вижте пояснителната страница за други значения на Саксония.
Херцогството Саксония (на немски: Stammesherzogtum Sachsen; Altsachsen) е германско племенно херцогство на територията на Източното франкско кралство между долните течения на реките Рейн и Елба.
Възниква на тероторията на саксите, които са подчинени от Карл Велики между 772 и 804 г. и съществува от 804 до 1180 г.
През 1180 г. император Фридрих I Барбароса след потушаването на въстанието на саксонския херцог Хайнрих Лъв разделя Саксония на няколко княжества.